# Jon Ludvig Hammer
Jon Ludvig Hammer est un joueur d'échecs norvégien né le 2 juin 1990 à Bergen. Grand maître international depuis 2009, il a remporté le championnat de Norvège en 2013. 
Au 1er février 2016, il était le 40e joueur mondial et le numéro 2 norvégien (derrière Magnus Carlsen) avec un classement Elo de 2 705 points.

## Biographie et carrière
John Ludwig Hammer remporte l'open du tournoi de Londres en 2009 et 2013. Il remporte la Rilton Cup à Stockholm en 2013-2014 et 2014-2015.
Lors de la coupe du monde d'échecs 2013, Hammer battit Sergei Movsessian au premier tour, puis David Navara et perdit au troisième tour face à Gata Kamsky.
Lors du Championnat du monde d'échecs 2013, il a été un des secondants de Magnus Carlsen.
Il finit premier ex æquo du festival d'échecs de Copenhague en 2015 et 2016 et vainqueur au départage du tournoi en 2018.
Il a représenté la Norvège lors des olympiades de 2008, 2010, 2014 et 2016. La Norvège finit cinquième de la compétition en 2016 (Hammer jouait au deuxième échiquier). En 2009, il remporta la médaille de bronze au premier échiquier lors du championnat d'Europe par équipe.